# FAPDS
Die FAPDS-Munition (Frangible Armour Piercing Discarding Sabot, zerbrechliche, panzerbrechende Treibkäfigmunition) wurde entwickelt, um weiche und harte Flug- und Bodenziele zu bekämpfen. Bei der Entwicklung wurde bewusst darauf verzichtet, im Projektil Sprengstoff und Zünder zu verwenden. Es ist also ein Wuchtgeschoss, dessen Wirkung am Ziel zunächst allein auf der kinetischen Energie des Geschosses beruht. Die Munition wurde von RWM Schweiz (Rheinmetall Waffe Munition, zuvor Oerlikon Contraves Pyrotec AG) – einem Unternehmen der deutschen Rheinmetall Defence – entwickelt.

## Aufbau und Wirkung
Die Munition nutzt das Prinzip des Unterkalibers, das heißt, der Durchmesser des Geschosses ist geringer als der des Rohres. Die Abdichtung und Führung im Geschützrohr übernimmt dabei der Treibkäfig (engl. Sabot). Ein Hartmetallkern wird bei der FAPDS im Spritzguss mit Kunststoff ummantelt; dabei wird auch das Führungsband integriert. Die FAPDS-Munition erreicht eine sehr hohe Mündungsgeschwindigkeit (größer als 1400 Meter pro Sekunde beim Kaliber 35 mm), was ihr eine relativ gestreckte Flugbahn ermöglicht. Dies führt zu einer Vereinfachung der Feuerleitrechnung und im Zusammenhang mit der kurzen Flugzeit zu einer Erhöhung der Trefferwahrscheinlichkeit.
Der Hartmetallkern, der normalerweise aus einer Wolframlegierung besteht, zerlegt sich (zerbricht) nach dem Durchschlagen der Oberfläche des Ziels in mehrere Einzelteile, siehe Frangible. Diese Teile zerlegen sich beim weiteren Eindringen in das Ziel immer weiter und breiten sich dabei kegelförmig aus (Kaskadeneffekt). Das Ziel wird somit durch die Bruchstücke, die eine sehr große kinetische Energie aufweisen, ohne den Einsatz von Sprengstoff zerstört, wobei Sekundärexplosionen durch Kraftstoff oder Munition im Ziel nicht ausgeschlossen sind. Durch die kaskadierende Zerstörungswelle im Ziel sind oft weniger Treffer als mit normaler explodierender Munition nötig, um das Ziel zu zerstören oder zum Abbruch seines Einsatzes zu bringen.
Die Treibladung des Geschosses besteht aus einbasiger Nitrozellulose.

## Verwendung
Die FAPDS-Munition wurde in erster Linie zum Einsatz gegen Luftziele, insbesondere gegen Kampfhubschrauber, entwickelt. Sie kann gegen Tiefflieger, Drohnen und Marschflugkörper, aber auch gegen weiche bis leicht gepanzerte Bodenziele wie Radfahrzeuge, Schützenpanzer und Flugabwehr-Fahrzeuge eingesetzt werden. Daher wird sie hauptsächlich auf FlaK-Panzern und Schützenpanzern verwendet. Sie ist heute in unterschiedlichen Kalibern von 23 bis 35 Millimetern (mm) und als FAPDS-T (Frangible Armour Piercing Discarding Sabot – Tracer) als Leuchtspurmunition verfügbar.
Auch ein Einsatz gegen kleinere Seeziele in Marineleichtgeschützen ist möglich. So verwendet die Deutsche Marine im MLG 27 seit 2003 die Munition im Kaliber 27 × 145 .
Auf dem Flugabwehrkanonenpanzer Gepard bei der Bundeswehr war die FAPDS ab der Version Gepard 1A2 die Hauptmunition, die gegen alle Luftziele und weiche bis leicht gepanzerte Bodenziele eingesetzt wurde. Im Einsatz war dabei das Kaliber 35 × 228 mm. Mit der Außerdienststellung des Gepards bei der Bundeswehr stellte Rheinmetall die Produktion dieses Kalibers ein.
Zum Einsatz im Schützenpanzer Puma wurde die FAPIDS-T (Frangible Armour-Piercing Incendiary Discarding Sabot – Tracer, deutsch etwa zerbrechliche, panzerbrechende entzündliche Treibkäfigmunition mit Leuchtspur) im Kaliber 30 × 173 mm entwickelt.
Eine Modifikation der FAPDS stellt die FAP (Frangible Armour Piercing) dar. Durch ihr 20-, 25- und 27-mm-Kaliber kann sie auch in Bordkanonen von Flugzeugen wie der M61 Vulcan verwendet werden.

### Vorteile
- hohe Mündungsgeschwindigkeit und damit kurze Flugzeit
- flache Flugbahn und damit vereinfachte Feuerleitrechnung
- Einsatz gegen Boden- und Luft-, harte und weiche Ziele
- umweltfreundlicher, da im Projektil keine Giftstoffe enthalten sind
- insensitive Munition (nur FAP und FAPDS)
- sehr sicher, da das Projektil keinen Sprengstoff enthält (keine Gefahr durch Blindgänger)

### Nachteile
- höherer Verschleiß der Waffe durch höheren Gasdruck
- Munitionsverbrauch höher, da die Wirkung nur durch direkte Treffer erzielt wird (keine Zeit- oder Annäherungszünder)